# Nicolas Schmerkin
Nicolas Schmerkin (Buenos Aires, 11 de agosto de 1973) é um produtor cinematográfico argentino. Como reconhecimento, venceu, no Oscar 2010, a categoria de Melhor Animação em Curta-metragem por Logorama.